# Dendronephthya radiata
Dendronephthya radiata is een zachte koraalsoort uit de familie Nephtheidae. De koraalsoort komt uit het geslacht Dendronephthya. Dendronephthya radiata werd in 1905 voor het eerst wetenschappelijk beschreven door Kükenthal. 